# TOP 09
TOP 09, acrónimo de Tradição, Responsabilidade e Prosperidade 09 (em tcheco/checo: Tradice Odpovědnost Prosperita 09) é um partido político checo fundado em 11 de junho de 2009 por dissidentes da União Cristã e Democrata - Partido Popular Checoslovaco (KDU-ČSL) liderados por Karel Schwarzenberg, ex-ministro na Áustria e na República Tcheca.
O TOP 09 adota como linhas programáticas o liberalismo clássico, o conservadorismo liberal e a democrata cristã, posicionando-se à centro-direita do espectro político. O partido ainda é filiado a nível continental ao Partido Popular Europeu, sendo um membro ativo do Grupo do Partido Popular Europeu no Parlamento Europeu.

## Resultados eleitorais

### Eleições presidenciais
| Ano  | Candidato           | 1.º turno | 1.º turno | 1.º turno   | 2.º turno | 2.º turno | 2.º turno   |
| Ano  | Candidato           | CI.       | Votos     | %           | CI.       | Votos     | %           |
| ---- | ------------------- | --------- | --------- | ----------- | --------- | --------- | ----------- |
| 2013 | Karel Schwarzenberg | 2.º       | 1 204 195 | 23,41 / 100 | 2.º       | 2 241 171 | 45,20 / 100 |

### Eleições legislativas
| Data | CI. | Votos                    | %                        | +/-                      | Deputados | +/-  | Status   |
| ---- | --- | ------------------------ | ------------------------ | ------------------------ | --------- | ---- | -------- |
| 2010 | 3.º | 873 833                  | 16,71 / 100              | Novo                     | 41 / 200  | Novo | Governo  |
| 2013 | 4.º | 596 357                  | 12,00 / 100              | 4,71                     | 26 / 200  | 15   | Oposição |
| 2017 | 8.º | 268 811                  | 5,31 / 100               | 6,69                     | 7 / 200   | 19   | Oposição |
| 2021 | 2.º | Membro da coalizão SPOLU | Membro da coalizão SPOLU | Membro da coalizão SPOLU | 14 / 200  | 7    | Governo  |

### Eleições europeias
| Data | CI. | Votos   | %           | +/-  | Deputados | +/-  |
| ---- | --- | ------- | ----------- | ---- | --------- | ---- |
| 2014 | 2.º | 241 747 | 15,95 / 100 | Novo | 4 / 21    | Novo |
| 2019 | 4.º | 276 220 | 11,65 / 100 | 4,30 | 3 / 21    | 1    |